# Hausi Straub
Hausi Straub (* 17. Dezember 1928 als Hans Straub in Welschenrohr; † 18. Januar 2024 in Biel) war ein Schweizer Akkordeon- und Schwyzerörgelispieler aus dem Kanton Bern.
Er befasste sich hauptsächlich mit traditioneller Ländlermusik, übte verschiedene Berufe aus und gründete in den Sechzigerjahren das Schwyzerörgeliquartett Hausi Straub, für das er eigene Melodien, beispielsweise ‘Dur's Tubeloch’ und ‘Drei-Seen-Rundfart’, komponierte. Zuletzt lebte er in Biel und war Mitglied im Verband Schweizer Volksmusik.

## Veröffentlichungen
- Danke Schön – Leckerbissen von Hausi Straub (Album)[2]
- Herzlichst[3]

## Rezeption
- Der in Biel gegründete Fanclub Hausi Straub hat mehrere Hundert Mitglieder.[4]